# Романов, Василий Никитич
Василий Никитич Романов (Романов-Захарьин-Юрьев) (ум. 15 февраля 1602) — стольник (с 1597 года), младший (седьмой) сын боярина и воеводы Никиты Романовича Захарьина-Юрьева (ок. 1522—1585) и княжны Евдокии Александровны Горбатой-Шуйской (ум. 1581). Брат патриарха Филарета Романова и дядя первого царя из династии Романовых — Михаила Фёдоровича.

## Биография
В мае 1597 года Василий Романов в числе других стольников присутствовал в Большой Грановитой палате во время приёма царем Фёдором Иоанновичем германского посла, бургграфа Авраама Донавского.
В 1598 году после смерти царя Фёдора Иоанновича Василий Никитич Романов участвовал в Земском соборе, на котором поддержал кандидатуру Бориса Фёдоровича Годунова на царский престол.
В 1601 году братья Фёдор, Михаил, Александр, Иван и Василий Никитичи Романовы попали в опалу, были арестованы и вместе с семьями и родственниками отправлены в ссылку в отдаленные места. Стольник Василий Романов был сослан в город Яранск, где он находился под наблюдением стрелецкого сотника Ивана Некрасова.
В. Н. Романов получил разрешение взять с собой в ссылку одного из своих людей, но так как во время ареста с ним не оказалось никого из слуг, то он отправился один. Во время дороги в Яранск И. Некрасов должен был следить чтобы Романов, названный «царским злодеем», ни с кем не общался, «лиха никоторого над собою не учинил» и не сбежал. В всех своих разговорах с Романовым он обязан был доносить в столицу.
На содержание Василия Романова пристав получил 100 рублей, что, по тогдашнему времени, большую сумму. Ежедневно было приказано давать Романову и его «детине», то есть слуге, «по калачу да по два хлеба денежных, да в мясные дни два блюда рыбы, какова где случится, да квас житный». По приезде в Яранск Некрасову было предписано выбрать двор, отдалённый от других дворов, поселить там ссыльного и поставить себе избу при этом дворе для наблюдения за Василием Никитичем. Сотник Некрасов, опасавшийся побега ссыльного, заковал его и, «посадя в телегу, повез с Москвы».
В Чебоксарах пристав расковал Василия Никитича, но последний, желая оставаться на свободе, выкрал ключ от замка и бросил его в вводу. За такое «воровство» Некрасов прибрал другой ключ «и на него чепь и железа положил». 9 августа 1601 года был получен царский указ, повелвавший перевести Василия Никитича в Пелым и поместить его там вместе с его братом Иваном Никитичем, под надзором его пристава, стрелецкого головы Смирного Маматова.
Во время поездки из Москвы в Яранск Василий Никитич избегал разговоров с Некрасовым, а по пути в Пелым между ними произошла беседа: «Кому Божьим милосердием, и постом, и молитвою и молостынею Бог дал царство, — говорил Некрасов, — а вы злодеи изменники хотели достать царство ведовством и кореньем». Василий Никитич не вытерпел такого восхваления царя Бориса и ответил: «Свята та милостыня, что мечут по улицам, добра та милостыня — дати десною рукою, а шуйца бы не слыхала». Большую часть пути от Яранска до Верхотурья В. Н. Романов прошёл пешком. Днём, во время ходьбы, с него снимали цепи, а ночью вновь заковывали.
В Верхотурье Василий Никитич сильно заболел, из-за чего его везли в санях «простого», но только он почувствовал себя лучше, пристав велел надеть на него цепи. Прибыв в Пелым 20 ноября 1601 года, Некрасов сдал В. Н. Романова голове стрелецкому Смирному Маматову, «больна, только чуть жива, на чепи». Он также передал и кормовые деньги — «девяносто рублев десять алтын две деньги». Несмотря на то, что Василий Никитич «опох с ног», Маматов оставил его первое время в оковах и посадил в одной избе с Иваном Никитичем, тоже скованным. Чтобы они не могли подходить друг к другу, их держали прикованными к стене, в разных углах избы.
В январе 1602 года Некрасов и Маматов получили выговор от царя за плохое обращение с ссыльными братьями Иваном и Василием Романовыми. В этой грамоте приказывалось расковать обоих братьев и давать им «корм доволен». В середине января 1602 года Смирной Маматов велел снять цепи с Василия Никитича из-за его тяжелой болезни.
Кроме Ивана Никитича, в избе находился его слуга Семён по прозвищу «Натирка»; он-то и ухаживал за больным Василием. Смирной Маматов навещал Василия Никитича и несколько раз «попа к нему пущал». 15 февраля 1602 года Василий Никитич Романов скончался. На его похороны было заплачено 20 рублей трём попам, дьячку и пономарю.
Лжедмитрий I, желавший выказать внимание не только к живым, но и к умершим членам семьи Романовых, отправил 31 декабря 1605 года грамоту в Пелым, приказав местному воеводу вынуть гроб Василия Никитича и передать его слугам боярина Ивана Никитича Романова. Тело Василия Никитича было доставлено в Москву и погребено в Новоспасском монастыре.